# Frohes Volk, vergnügte Sachsen
Frohes Volk, vergnügte Sachsen (BWV Anhang 12) ist eine verschollene Kantate von Johann Sebastian Bach, die er in Leipzig komponierte und am 3. August 1733 anlässlich des Namenstages von August III. aufführte. Der Text dieser Bachkantate stammt von Christian Friedrich Henrici (auch Picander genannt). Die Musik ist verschollen.
Das Stück ist mit Ausnahme der Rezitative offenbar eine Parodie zu Froher Tag, verlangte Stunden, BWV Anhang 18.